# Jackpot Juicer
Jackpot Juicer es el décimo álbum de estudio de la banda estadounidense de post-hardcore Dance Gavin Dance. Fue lanzado el 29 de julio de 2022 en Rise Records. Es la continuación del noveno álbum de estudio del grupo, Afterburner (2020). Es el primer álbum de estudio de la banda que se acredita como sexteto desde Acceptance Speech (2013), así como el primero en presentar a Andrew Wells como miembro oficial desde que se unió como guitarrista de gira en 2015. También es su último álbum para su bajista Tim Feerick quién murió el 13 de abril de 2022 y el vocalista Tilian Pearson que se fue el 3 de junio de 2022 debido a un escándalo sexual.
El sencillo principal "Synergy", con Rob Damiani de la banda de rock inglesa Don Broco, fue lanzado el 24 de marzo de 2022. "Pop Off!" fue lanzado como el segundo sencillo el 4 de mayo. Tres sencillos más, "Die Another Day", "Cream Of the Crop" y "Feels Bad Man", fueron lanzados en julio. Para apoyar el álbum, la banda actuó en el segundo SwanFest inaugural el 23 de abril de 2022 en Sacramento, California, seguido de una gira de primavera por Estados Unidos como cabeza de cartel en abril y mayo con los actos de apoyo Memphis May Fire, Volumes y Moon Tooth. Está previsto que se realice una gira de verano en julio y agosto de 2022 con el apoyo de las bandas estadounidenses de post-hardcore Royal Coda y Body Thief, seguida de una gira por el Reino Unido y Europa en septiembre con Caskets, Eidola y Volumes.

## Antecedentes
Antes del lanzamiento de su noveno álbum de estudio Afterburner (2020), la banda había planeado una gira de primavera en Estados Unidos y Canadá para marzo y abril de 2020, pero debido a la pandemia de COVID-19, la gira se pospuso varias veces. El 9 de julio de 2020, la banda anunció una transmisión de concierto de lanzamiento de álbum multicámara de producción completa para Afterburner, que tuvo lugar el 17 de julio para compensar la cancelación de la gira. El 19 de diciembre de 2020, la banda transmitió su evento de transmisión de conciertos Tree City Sessions 2 en el que la banda interpretó un set votado por los fanáticos en el Tower Bridge en Sacramento, California. El álbum en vivo, Tree City Sessions 2, se lanzó a los servicios digitales y de transmisión el 25 de diciembre de 2020.
El 21 de febrero de 2021, la banda anunció las fechas reprogramadas del Afterburner Tour que se extendió del 7 de septiembre al 20 de octubre de 2021, con el apoyo de Polyphia, Veil of Maya, Eidola y Wolf & Bear. La gira estuvo plagada de miembros de la banda y el equipo de gira que se enfermaron de COVID-19 en múltiples ocasiones. Sin embargo, la banda continuó para terminar la carrera. En 2022, se confirmó que Andrew Wells de la banda estadounidense de post-hardcore Eidola se había unido a la banda como miembro oficial después de haber estado de gira como guitarrista desde noviembre de 2015.
El 14 de abril de 2022, la banda emitió un comunicado anunciando la muerte del bajista Tim Feerick, quien falleció inesperadamente el día anterior. En junio, se reveló que la vocalista Tilian Pearson se alejaba de la banda luego de que salieran a la luz acusaciones de conducta sexual inapropiada.

## Grabación
Las sesiones de grabación del álbum se llevaron a cabo entre abril y julio de 2021 en Interlace Audio con el productor Kris Crummett en Portland, Oregón. El 8 de mayo de 2021, el baterista Matthew Mingus reveló que estaba en el estudio grabando la batería para el álbum. El 14 de junio, la cantante Tilian Pearson confirmó que había comenzado a grabar voces. El 11 de julio, Pearson reveló que las sesiones del álbum habían concluido. En una entrevista de 2021, el guitarrista Andrew Wells reveló que el álbum tendrá "más canciones que cualquier otro álbum de DGD" y que el guitarrista de Wolf & Bear, Louie Baltazar, había contribuido con partes de guitarra para el álbum. El guitarrista de Royal Coda, Sergio Medina, escribió y grabó la segunda guitarra para la canción "Back On Deck".

## Lanzamiento y promoción
El 2 de febrero de 2022, la banda anunció una gira de primavera por Estados Unidos, que comenzó el 26 de abril y concluyó el 20 de mayo, con el apoyo de Memphis May Fire, Volumes y Moon Tooth. El segundo SwanFest inaugural de la banda, que contó con actuaciones de Animals As Leaders, Movements y The Fall of Troy, entre otros, tuvo lugar en Heart Health Park en Sacramento, California, el 23 de abril de 2022. Originalmente, la banda se embarcaría en American la gira de verano A Window of the Waking Mind de la banda de rock Coheed & Cambria en julio y agosto de 2022, pero fueron eliminadas luego de las acusaciones de agresión sexual presentadas contra Tilian Pearson. La banda anunció una gira de verano por Estados Unidos el 27 de junio de 2022, que se extendió del 26 de julio al 24 de agosto de 2022, con el apoyo de las bandas estadounidenses de post-hardcore Royal Coda y Body Thief. Debido a la eliminación de Tilian de la banda, el guitarrista Andrew Wells asumió las funciones de voz principal, mientras que el guitarrista de Veil of Maya, Marc Okubo, tocó la segunda guitarra y el guitarrista de Royal Coda, Sergio Medina, tocó el bajo.
El 1 de marzo de 2022, anunciaron una gira como cabeza de cartel en el Reino Unido y Europa que tendrá lugar en septiembre de 2022 con el apoyo de Caskets, Eidola y Volumes. El 25 de abril de 2022, se anunció que Dance Gavin Dance apoyará a la banda de rock inglesa Don Broco en su gira de cuatro fechas por el Reino Unido en marzo de 2023 con Papa Roach.
El 24 de marzo de 2022, la banda lanzó el sencillo principal, "Synergy", con Rob Damiani de la banda de rock inglesa Don Broco, en servicios de transmisión y descarga digital. El video musical se estrenó en el canal oficial de Rise Records en YouTube el mismo día, y fue dirigido por Samuel Halleen, quien previamente dirigió los videos del grupo para "Betrayed By the Game", "Midnight Crusade" y "Head Hunter". El 4 de mayo de 2022, la banda lanzó el segundo sencillo del álbum, "Pop Off!", en servicios digitales y de transmisión. El video musical de "Pop Off!" se estrenó el mismo día, que continuó la historia previamente establecida en el video de "Synergy".
El 7 de julio, "Die Another Day" fue lanzado como el tercer sencillo y su video musical se estrenó el 14 de julio. "Cream Of the Crop" fue lanzado como el cuarto sencillo el 21 de julio. El quinto y último sencillo, "Feels Bad Man ", fue lanzado el 28 de julio.

## Lista de canciones
Todas las canciones escritas y compuestas por Dance Gavin Dance, exceptuando "Cream of the Crop" coescrita por Nicholas Marsh.. 
| N.º | Título                                   | Duración |  |
| 1.  | «Untitled 2»                             | 0:34     |  |
| 2.  | «Cream of the Crop»                      | 3:39     |  |
| 3.  | «Synergy» (con Rob Damiani de Don Broco) | 3:17     |  |
| 4.  | «Holy Ghost Spirit»                      | 3:50     |  |
| 5.  | «For the Jeers»                          | 4:11     |  |
| 6.  | «Ember»                                  | 3:46     |  |
| 7.  | «Pop Off!»                               | 3:08     |  |
| 8.  | «One Man's Cringe»                       | 3:43     |  |
| 9.  | «Feels Bad Man»                          | 3:19     |  |
| 10. | «Die Another Day»                        | 3:41     |  |
| 11. | «Two Secret Weapons»                     | 3:30     |  |
| 12. | «Polka Dot Dobbins»                      | 2:45     |  |
| 13. | «Long Nights in Jail»                    | 3:04     |  |
| 14. | «Back on Deck»                           | 3:32     |  |
| 15. | «Current Events»                         | 4:17     |  |
| 16. | «Pray to God for Your Mother»            | 3:49     |  |
| 17. | «Swallowed by Eternity»                  | 5:04     |  |
| 18. | «Have a Great Life»                      | 3:48     |  |

## Posicionamiento en lista
| Lista (2022)                         | Posición |
| ------------------------------------ | -------- |
| Australian Albums (ARIA)             | 98       |
| Escocia (Scottish Albums Chart)      | 51       |
| UK Album Sales (OCC)                 | 35       |
| Reino Unido (UK Album Downloads)     | 54       |
| UK Physical Albums (OCC)             | 38       |
| Reino Unido (UK Independent Albums)  | 15       |
| Reino Unido (UK Rock & Metal Albums) | 3        |
| US Billboard 200                     | 8        |

## Personal
Dance Gavin Dance
- Tilian Pearson - voz principal
- Jon Mess - voz secundario
- Andrew Wells: guitarra (en las pistas 1-16, 18), voz principal (en las pistas 5, 8, 15, 17-18), coros (en las pistas 7, 9-14, 16)
- Will Swan - guitarra
- Tim Feerick - bajo
- Matt Mingus - batería, percusión

Músicos adicionales
- Rob Damiani: voz (pista 3).